# Ljubodrag Mrdović
Ljubodrag "Bato" Mrdović je crnogorski slikar.

## Biografija
Rođen je 1957. u Mojkovcu. Završio je Nastavnički fakultet u Nikšiću, odsjek likovno vaspitanje. Diplomirao na FLU u Sarajevu, odsjek vajarstvo u klasi prof. Koste Angeli Radovani i prof. Alije Kučukalića.
Imao je tri samostalne i više kolektivnih izložbi.
Bio je član ULUBIH-a do rata i sa tim udruženjem kolektivno izlagao.
Član je ULUCG od 2000. Od 1990. živi u Mojkovcu i radi kao predavač likovne kulture u osnovnoj i srednjoj školi.
Učestvovao na pet međunarodnih simpozijuma - kolonija.